# Santa Maria de Cornellà de Conflent

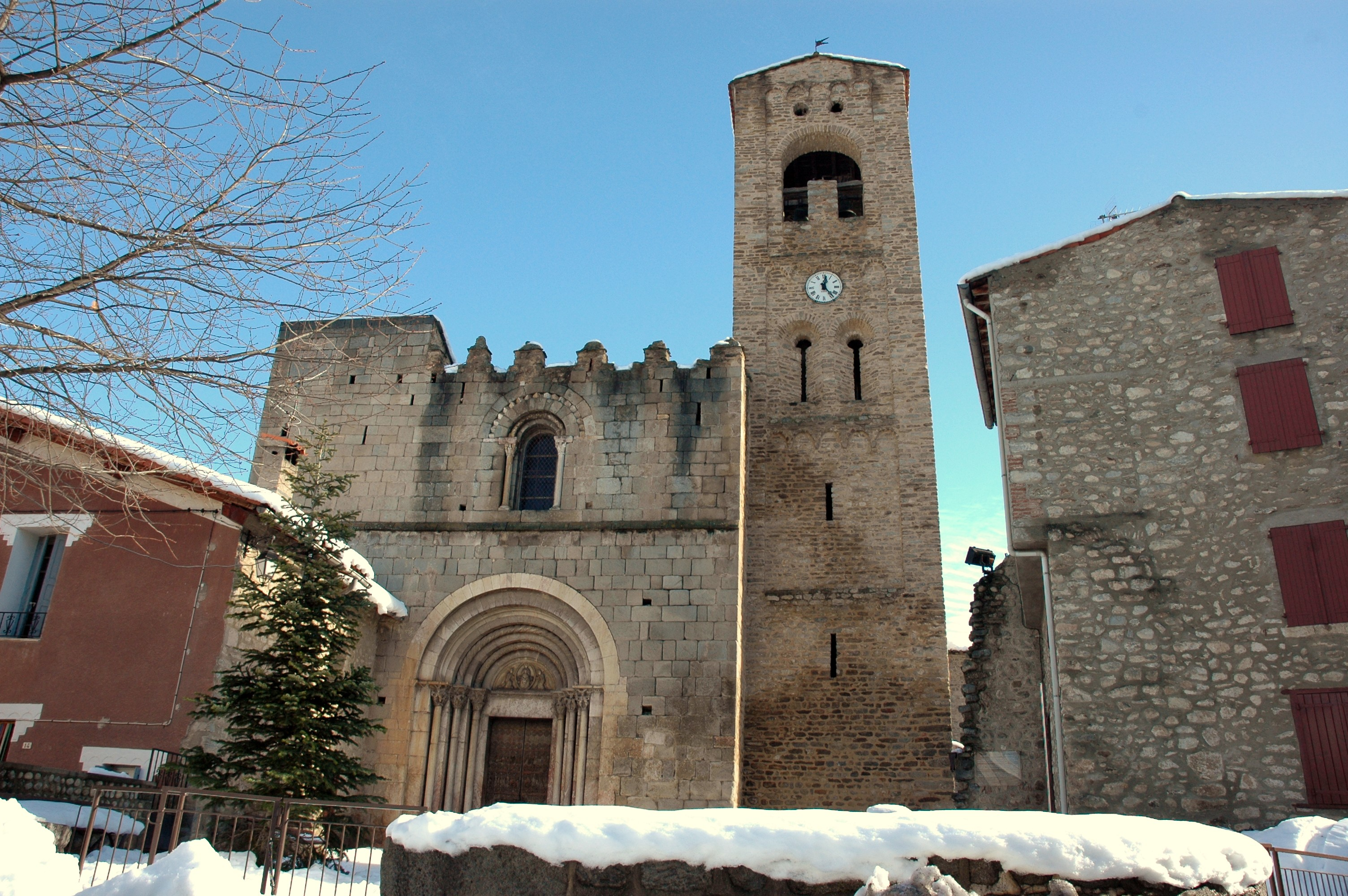
Santa Maria de Cornellà de Conflent - Facciata

Santa Maria de Cornellà de Conflent è un importante monumento romanico situato nel comune di Corneilla-de-Conflent situato nel nord della Catalogna. Si tratta di una collegiata costruita tra l'XI e XII secolo. Fu classificata monumento storico nel 1940 e nel 1952.

## Storia
Citata per la prima volta nel 1018, la chiesa di Sainte-Marie, proprietà del vescovado di Elne, entrò in possesso dei conti di Cerdanya nel 1025 in cambio della loro chiesa di Escaro. Nel 1094, il conte Guglielmo Raimondo chiese a suo figlio Guglielmo Giordano di Cerdanya nel suo testamento di istituire un collegio di canonici nella chiesa, cosa che egli compì nel 1097 affidandolo all'Ordine di Sant'Agostino, che già possedeva nella regione il priorato di Serrabone.
Nel XVI secolo la collegiata fu sottoposta al sistema delle commende e poi secolarizzata nel 1592 da papa Clemente VIII. Oggi è la chiesa parrocchiale del villaggio di Corneilla.

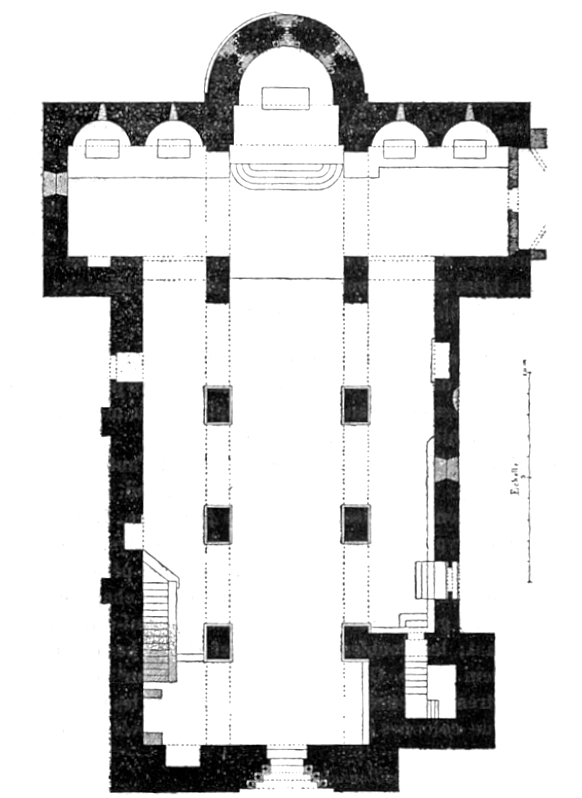
Pianta della chiesa di Santa Maria de Cornellà de Conflent Corneilla-de-Conflent realizzata da Jean-Auguste Brutails

## Descrizione
La chiesa ha un'ampia navata centrale a quattro campate, fiancheggiata da navate laterali separate dalla centrale da archi semicircolari poggianti su pilastri rettangolari. I muri di gronda e la base dei pali risalgono all'XI secolo, ma il tutto fu profondamente modificato nel XII secolo quando i tre vasi furono voltati, in una culla rotta per la navata centrale e in una mezza culla per le navate laterali. Questo sistema di volte priva la navata dell'illuminazione diretta attraverso alte finestre, il che rende l'interno della chiesa molto scuro.
Nel XIV secolo la chiesa fu fortificata e il priorato continuò a crescere d'importanza e ricchezza fino all'inizio del XV secolo quando
fu governato da abati commendatari. Nel 1592 fu secolarizzata e a partire dalla Rivoluzione francese del 1789 subì numerosi lavori di ristrutturazione che cambiarono l'aspetto dell'antica abbazia. La chiesa è stata considerata monumento storico già dal 1840.

### Navate
La chiesa ha un'ampia navata centrale, costituita quattro campate, e due navate laterali separate dalla navata centrale da archi a tutto sesto che poggiano su pilastri rettangolari. Le pareti della grondaia e la base dei pilastri risalgono all'XI secolo, ma l'insieme dell'edificio fu radicalmente ristrutturato nel XII secolo quando le tre navate furono voltate, con una volta a botte spezzata per la navata centrale e una volta a mezza botte per le navate laterali. Questo sistema di volte priva la navata della luce diretta che filtra attraverso le finestre poste più in alto, il che rende l'interno della chiesa molto scuro.

### Il transetto e il coro
Risalenti al XII secolo, tutto il transetto e il coro fuoriescono dalla navata. La porzione orientale, che costituisce l'abside, comprende l'abside principale, traforata da tre finestre, e affiancata su entrambi i lati da due coppie di absidiole, con una sola finestra. Esternamente è sporgente solo l'abside principale che chiude la navata centrale, mentre le quattro absidiole sono incastonate nello spessore del muro.
L'abside principale è decorata con un fregio a ingranaggio che corre appena sotto il tetto e sovrasta una serie di arcate cieche. Le tre finestre di quest'abside sono a doppia strombatura e collegate da un fregio.

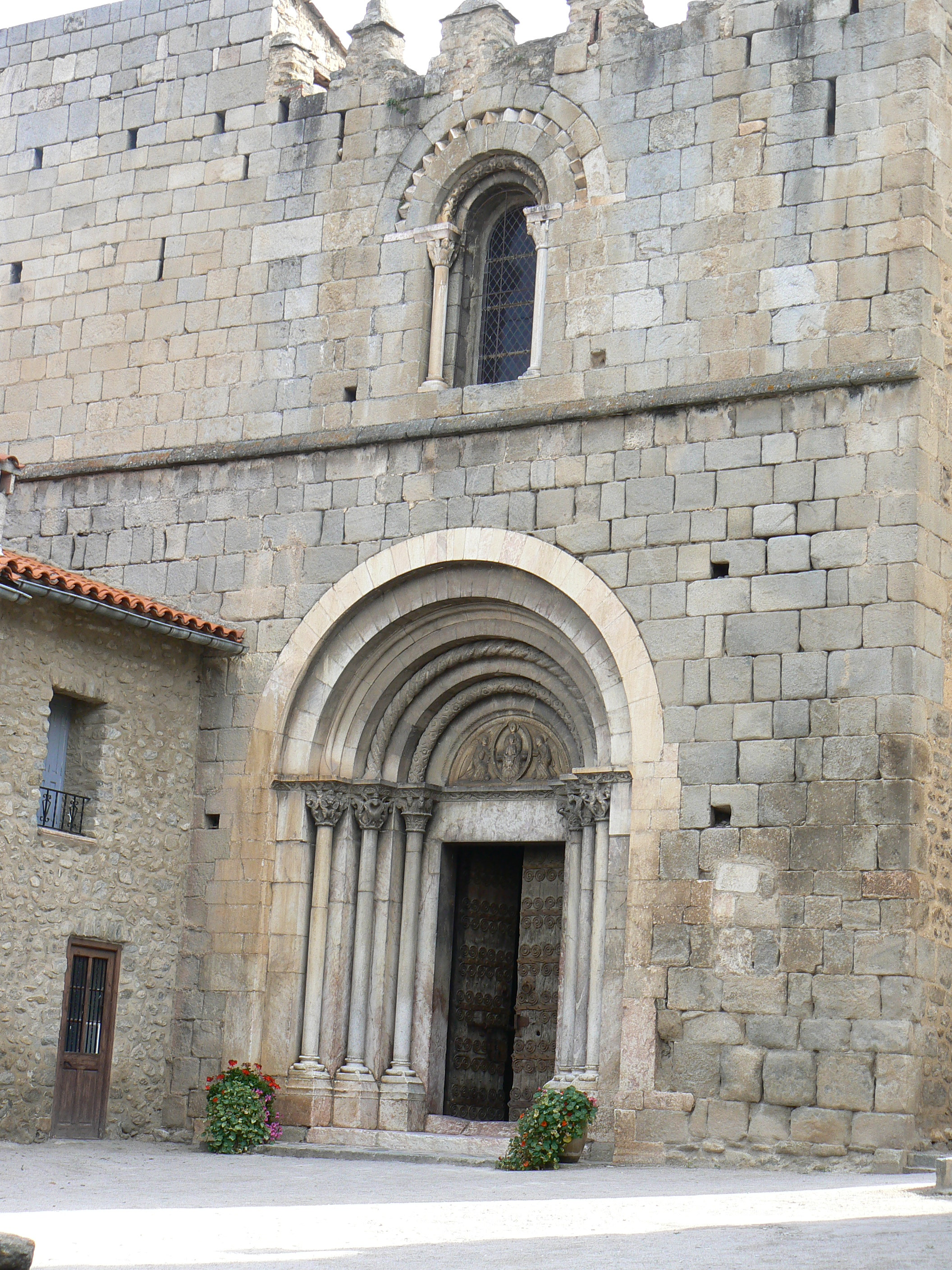
Santa Maria de Cornellà de Conflent - Facciata occidentale

### La facciata occidentale
Costruita in granito, accuratamente decorata, la facciata occidentale comprende un bellissimo portale monumentale sormontato da una finestra.

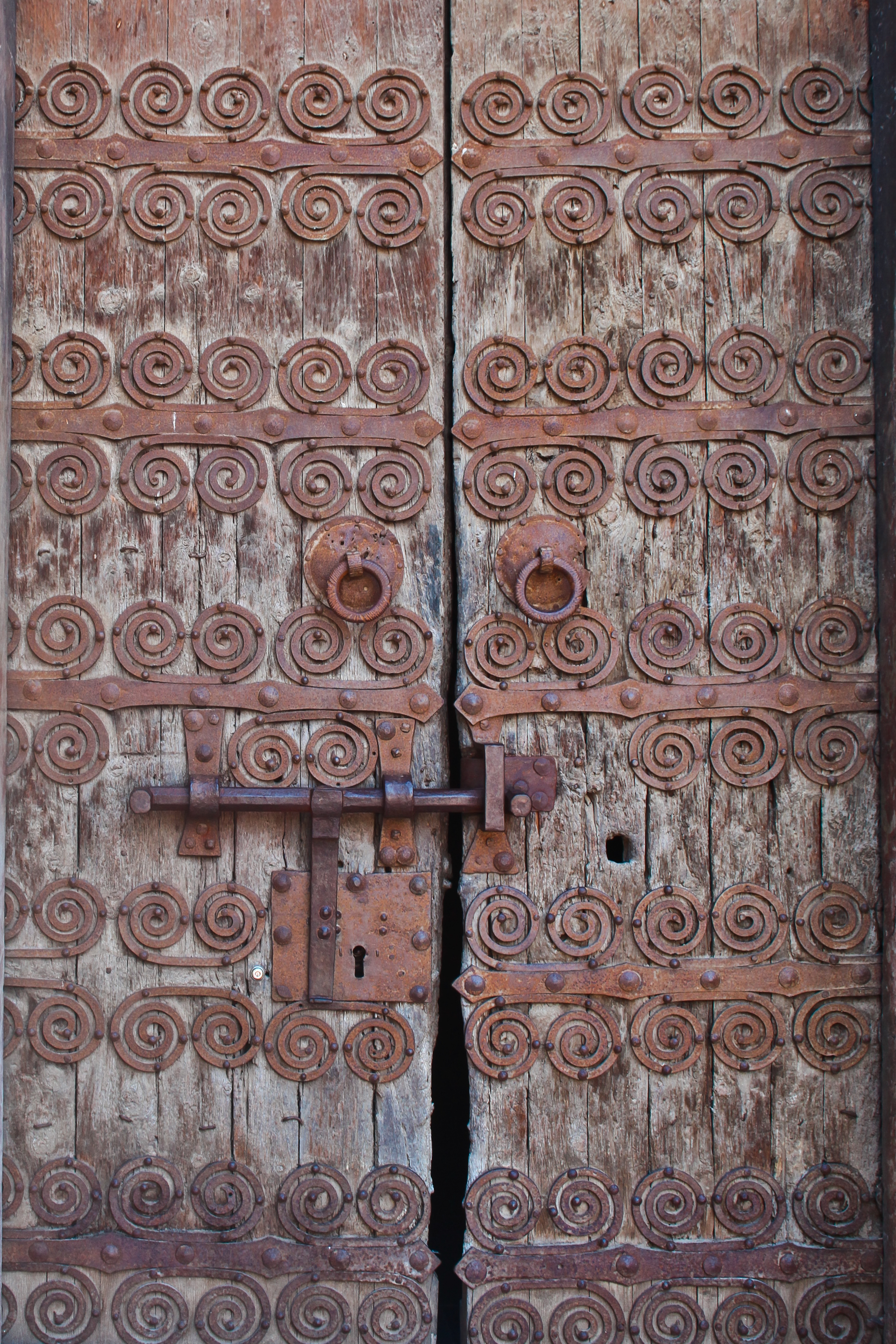
Santa Maria de Cornellà de Conflent - Portale

Il portale è composto da tre coppie di colonne che, coronate da sei capitelli decorati con figure zoomorfe (leoni, arieti) e piante (foglie), sostengono tre archi. Il timpano è decorato con una mandorla che incornicia una Vergine in trono che presenta il Bambino, la mandorla è sostenuta da due angeli. Sul bordo di questo timpano corre l'iscrizione: HEREDES VITAE: DOMINAM: LAUDARE: VENITE: PER QUAM VITAM DATUR: MUNDUS PER EAM REPARATUR ( "Eredi della vita, venite a lodare la Signora /attraverso Lei è data la vita, da lei il mondo è rinnovato").

### Il campanile
Il campanile è una torre quadrangolare, alta ventidue metri, con un tetto a capanna. Ha quattro livelli; sui primi due livelli si aprono delle feritoie, sul terzo si aprono due feritoie sovradimensionate e sull'ultimo da un grande vano per le campane sormontato da due oculi.